# Monte-Carlo Rolex Masters 2016
Monte-Carlo Rolex Masters 2016 — тенісний турнір, що проходив на ґрунтових кортах у місті Рокбрюн-Кап-Мартен, Франція з 11 квітня. Належав до категорії ATP World Tour Masters 1000, був турніром серії Мастерс Монте-Карло 2016 року.

## Фінальна частина

### Одиночний розряд
Рафаель Надаль —  Гаель Монфіс 7–5, 5–7, 6–0

### Парний розряд
П'єр-Юг Ербер /  Ніколя Маю —  Джеймі Маррей /  Бруно Соарес 4–6, 6–0, [10–6]